# Lee O-young
Pour les articles homonymes, voir Lee.
Lee O-young (en coréen : YI Ŏryŏng 이어령), né le 29 décembre 1933 à Asan dans la province de Chungcheong du Sud en Corée du Sud et mort le 26 février 2022, est un auteur et critique sud-coréen.

## Biographie
Lee O-young est né le 29 décembre 1933 à Asan dans la province de Chungcheong du Sud en Corée du Sud. Il a fréquenté le lycée de Buyeo et l'université nationale de Séoul où il a obtenu respectivement un baccalauréat en 1956 et l'équivalent d'une licence en littérature coréenne en 1959. Il a enseigné à l'université féminine Ewha en tant que professeur émérite, mais aussi à l'université Dankook. Il a également été rédacteur en chef pour la revue Pensée littéraire (Munhak Sasang) et ministre de la Culture de la Corée du Sud.

## Œuvre
Lee O-young a été l'une des figures les plus en vue dans le domaine de la critique littéraire parmi la génération d'après-guerre. Il s'est d'abord fait remarquer avec sa critique intitulée Sur Yi Sang (Yi Sang non, 1955). Il a ensuite fait sensation dans les cercles littéraires avec sa deuxième critique intitulée La Destruction d'une idole (Usang-ui pagoe), publiée dans le journal Hankook Ilbo en 1956. À l'heure où l'expérience de la guerre semblait avoir dévasté l'imagination littéraire, Lee O-young a plaidé pour l'élargissement et l'enrichissement de la littérature coréenne dans des articles qui comportaient une sophistication rhétorique considérable et beaucoup d'entrain, caractéristiques que l'on retrouve dans l'une de ses critiques les plus connues Traité sur les figures (Biyubeop nongo).

## Publications
Recueils d'études critiques
- 저항의 문학 Littérature de la résistance (1959)
- 전후문학의 새물결 La nouvelle vague de la littérature post-guerre
- 통금시대의 문학 Littérature à l'âge du couvre-feu

Romans
- 장군의 수염 La barbe du général (1966)
- 암살자 L'assassin
- 전쟁 데카메론 Décameron de la guerre
- 환각의 다리 Jambe fantôme

Essai
- 흙 속에 저 바람 속에 Dans cette terre et dans ce vent : C'est la Corée (1963)